# Le Translay
Le Translay (picardisch: L'Tranlay) ist eine nordfranzösische Gemeinde mit 234 Einwohnern (Stand 1. Januar 2022) im Département Somme in der Region Hauts-de-France. Die Gemeinde liegt im Arrondissement Amiens und ist Teil der Communauté de communes Somme Sud-Ouest und des Kantons Poix-de-Picardie.

## Geographie
Die von der Autoroute A28 durchzogene Gemeinde liegt auf der Hochfläche über dem linken Ufer der Bresle. Der Ortsteil Busménard liegt westlich der Autobahn, das sonstige bebaute Gebiet östlich von dieser.

## Einwohner
| 1962 | 1968 | 1975 | 1982 | 1990 | 1999 | 2006 | 2011 |
| ---- | ---- | ---- | ---- | ---- | ---- | ---- | ---- |
| 202  | 201  | 202  | 198  | 200  | 182  | 197  | 235  |

## Verwaltung
Bürgermeister (maire) ist seit 2014 Jean de Beaufort.

## Sehenswürdigkeiten
- Kirche Saint-Jean-Baptiste[1]
- Kapelle Saint-Martin in Busménard
- Schloss in Busménard aus dem Jahr 1755[2]
- Motte auf rechteckigem Grundriss
- Kriegerdenkmal

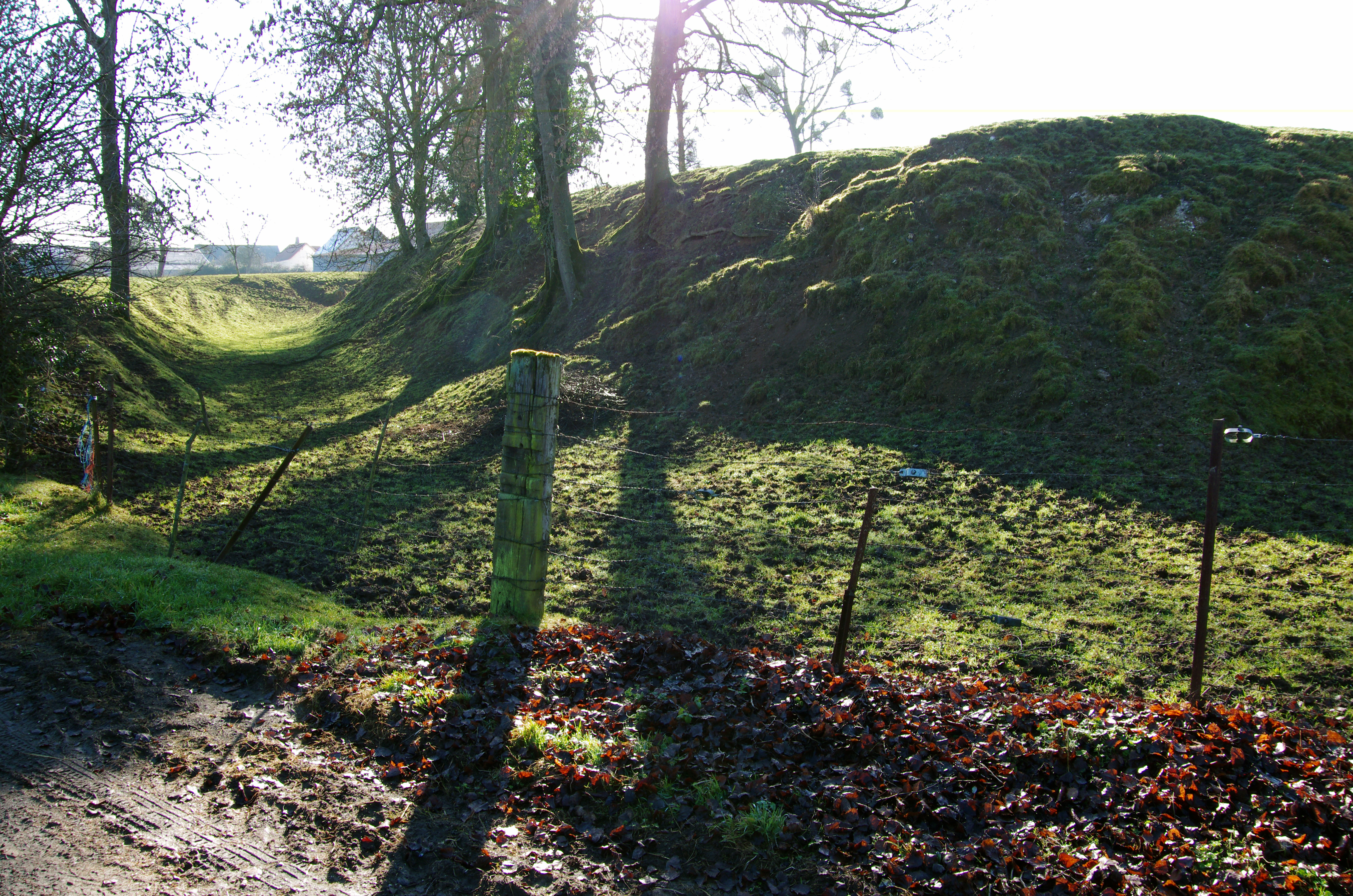
Motte
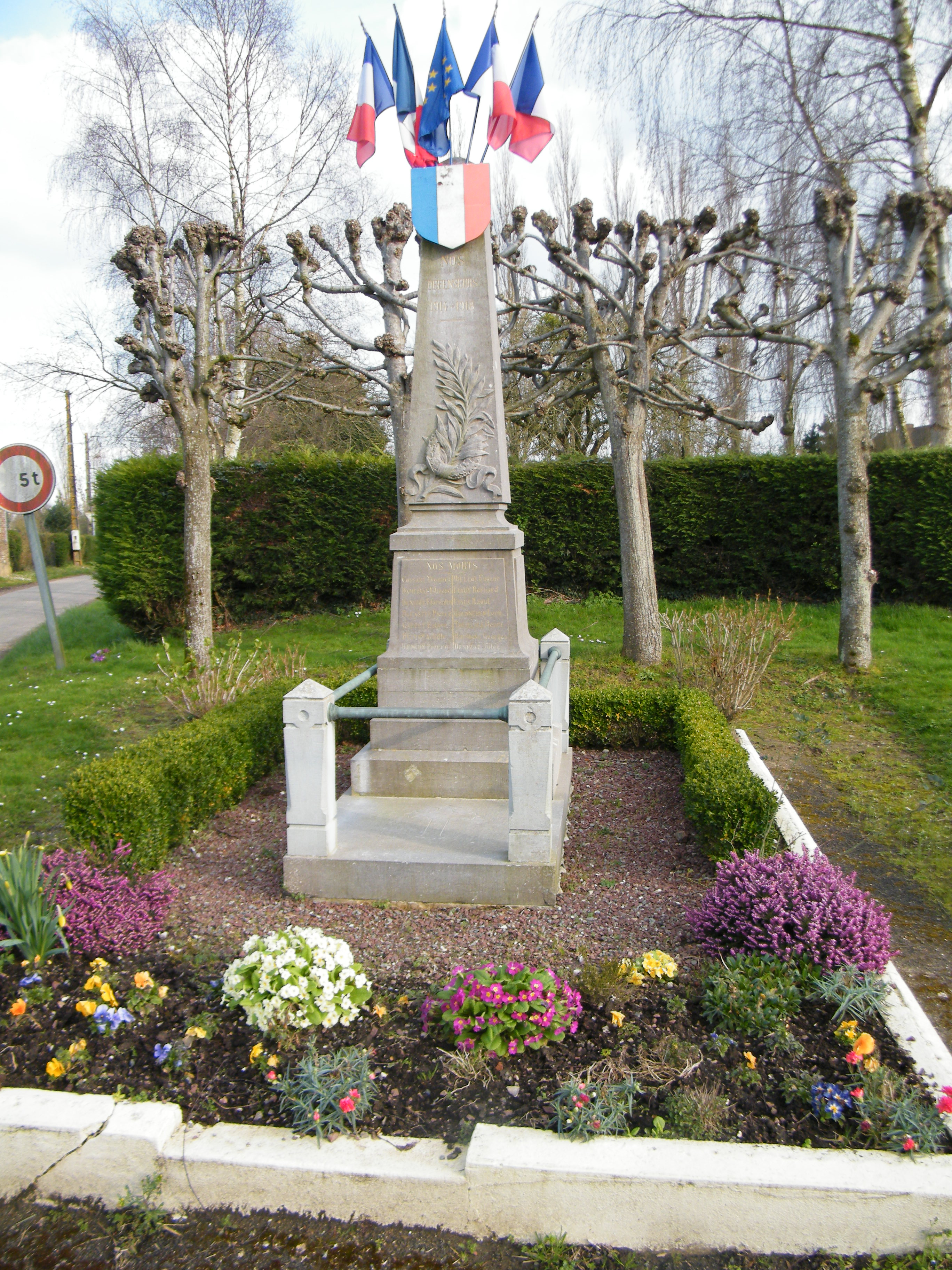
Kriegerdenkmal

## Persönlichkeiten
- Bernard Quennehen (1930–2016), Radrennfahrer